# Belle Gunness
Belle Gunness (ur. 11 listopada 1859 w Selbu w Norwegii, zm. 28 kwietnia 1908 w La Porte) – amerykańska seryjna morderczyni norweskiego pochodzenia, zamordowała około 28 mężczyzn.
Belle Gunness w 1876 wyemigrowała do USA, gdzie poślubiła swego rodaka Madsa Sorensena. Oboje zamieszkali w Austin w stanie Illinois. Niedługo potem Belle urodziła troje dzieci.
30 lipca 1900 zmarł jej mąż, po czym Belle wyprowadziła się z córkami do La Porte – małej wsi w stanie Indiana. Poznała tam zamożnego gospodarza nazwiskiem Gunness i wkrótce została jego żoną, a wkrótce potem wdową po nim. Gunness zmarł w grudniu 1902 z powodu rany głowy zadanej siekierą, która rzekomo spadła z półki. 
Po jego śmierci Belle dawała w gazetach ogłoszenia matrymonialne. Zainteresowanym mężczyznom odpisywała, że jest dość bogatą wdową i jeśli wybranek myśli o niej poważnie, powinien przywieźć przynajmniej 500 dolarów. Wybrankowie widywani byli na stacji kolejowej w La Porte, ale nikt nie widział, aby wyjeżdżali ze wsi. Belle zabijała mężczyzn siekierą prawdopodobnie podczas ich snu. Następnie przywłaszczała sobie wszystkie przedmioty zmarłych, a nagie ciała zakopywała w chlewie.
W 1907 Belle nawiązała kontakt z mężczyzną imieniem Andrew, który twierdził, że nie ma rodziny. W rzeczywistości Andrew miał brata, który zdziwiony brakiem wieści od niego, napisał do Belle list, w którym prosił, by ten się odezwał. Belle odpisała, że Andrew wyjechał i obiecał wrócić. Zaproponowała bratu pomoc w poszukiwaniu Andrew. 
28 kwietnia 1908 dom Belle doszczętnie spłonął, a w zgliszczach znaleziono ciała jej samej i trójki jej dzieci. Dom podpalił pracownik Belle, który mógł wiedzieć o jej zbrodniach lub był przez nią szantażowany, jednak nie wyjawił motywu.
Przybyły na miejsce brat Andrew poprosił lokalnego szeryfa o przeszukanie posiadłości Belle. W chlewie znaleziono ciała 28 mężczyzn, w tym Andrew. Kosztowności zabitych Belle oddawała pobliskiemu sierocińcowi.